# Jack W. Sites, Jr.
Jack Walter Sites, Jr. (* 6. August 1951 in Clarksville, Tennessee) ist ein US-amerikanischer Herpetologe und Evolutionsbiologe.

## Leben
Sites arbeitete in den Sommern 1970 und 1971 als saisonaler Naturforscher beim Tennessee Department of Conservation. Im August 1973 heiratete er Joanne Lawson. Aus dieser Ehe ging eine Tochter hervor. 1973 erlangte er den Bachelor of Science an der Austin Peay State University in Clarksville. Von 1973 bis 1975 war er dort Lehrassistent und 1975 graduierte er zum Master of Science. Von 1975 bis 1976 war er Wirbeltierzoologe beim Tennessee-Naturerbeprogamm der Organisation The Nature Conservancy. Ab 1976 war er studentischer Forschungsmitarbeiter am Department of Wildlife & Fisheries Sciences der Texas A&M University in College Station, Texas, wo er 1980  mit der Dissertation Chromosomal, allozyme, and morphological variation in a selected portion of the Sceloporus grammicus complex zum Ph.D. promoviert wurde. Während seiner Postdoc-Phase von 1980 bis 1982 war er Gastdozent in der Abteilung für Biologie der Texas A&M University. Von 1982 bis 1986 war er Lehrbeauftragter an der zoologischen Abteilung, von 1986 bis 1992 war er außerordentlicher Professor und seit 1992 hat der den Maeser-Lehrstuhl für Biologie an der Brigham Young University in Provo, Utah, inne. Seit 1982 er Kurator für Amphibien und Reptilien am Monte L. Bean Life Science Museum der Brigham Young University.
Sites’ Interessen und Projekte umfassen die Herpetologie, die Artbildung & Artabgrenzung, die Hybridzonen-Dynamik, die Ursprünge der Parthenogenese, Phylogeographie, Systembiologie, Integrative Taxonomie, Naturschutz und Populationsgenetik, Biodiversität sowie Öffentlichkeitsarbeit. Seine Exkursionen und Forschungsreisen führten ihn in die südlichen Appalachen, in die Zypressensümpfe der Everglades, in die Chihuahua-Wüste in Texas, in die Canyon-, Wüsten- und Bergregionen der westlichen Vereinigten Staaten, nach Hawaii, Alaska, Mexiko, Venezuela, Ecuador und die Galapagosinseln, in das Amazonasgebiet, Australien, Neuseeland, Panama, Costa Rica, Brasilien, Namibia, Südafrika, Französisch-Guayana, Argentinien (Patagonien), Chile und Peru.
Sites ist Mitglied des National Center for Science Education (seit 2000), der Chelonian Research Foundation (seit 1996), der American Association for the Advancement of Science (seit 1990), der American Society of Ichthyologists and Herpetologists (seit 1975) und der Society for the Study of Amphibians and Reptiles (seit 1975). Von 1980 bis 2009 war er Mitglied bei der Society of Conservation Biology.
Sites war an den Erstbeschreibungen von über 30 Echsenarten beteiligt, darunter Taxa aus den Gattungen Alexandresaurus, Bronchocela, Cnemaspis, Cyrtodactylus, Dryadosaura, Liolaemus und Vanzosaura. 2017 gehörte er zu den Erstbeschreibern der La-Pera-Kletterratte (Ototylomys chiapensis).

## Dedikationsnamen
Der argentinische Herpetologe Luciano Javier Ávila und seine Kollegen benannten in den Jahren 2011 und 2013 die patagonischen Echsenarten Phymaturus sitesi und Liolaemus sitesi aus der Gruppe der Leguanartigen zu Ehren von Sites.